# Fulu

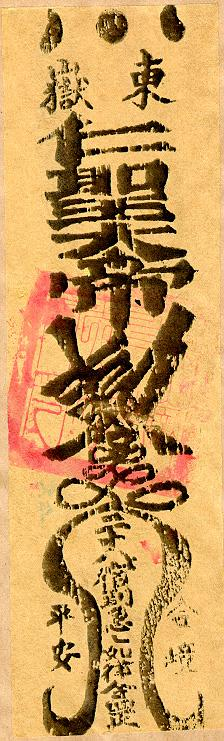
voorbeeld van een fulu

Een fulu is een bovennatuurlijke talisman die geschreven wordt door een daoshi. Fulu's zijn meestal geel, maar kunnen ook een andere kleur hebben. De tekens en krabbels die erop staan zijn deels in hanzi en deels in hanzi die beschouwd worden als bovennatuurlijke krabbels. Vaak kan een hanzikenner maar een klein deel van de fulu lezen. Er bestaan verschillende soorten fulu's die elk hun eigen werking hebben. De fulu's kunnen volgens gelovigen van de traditionele Chinese godsdienst boze geesten verjagen in een gebied waar de fulu hangt. Vroeger gebruikte daoshi's ze vaak bij exorcisme. Ook worden ze gebruikt als medicijnen. Het ritueel bestaat dan als volgt: verbranden van de fulu, het as er van in water vermengen en vervolgens opdrinken.  
De daoshi's die fulu's kunnen schrijven behoren tot de Fulu Pai (符籙派) in het taoïsme.
Fulu's zijn verkrijgbaar in Chinese tempels. Ook kan men in de uitgebreide versie van de tongsheng een katern van fulu's vinden. Deze verschillen van het weren van varkensziektes in het varkenshok tot en met het veilig ter wereld brengen van een kind.